# Micropotamogale ruwenzorii
Micropotamogale ruwenzorii är en däggdjursart som först beskrevs av De Witte och Frechkop 1955.  Micropotamogale ruwenzorii ingår i släktet Micropotamogale och familjen tanrekar. IUCN kategoriserar arten globalt som nära hotad. Inga underarter finns listade i Catalogue of Life.

## Utseende
Arten når en kroppslängd (huvud och bål) av 12 till 20 cm, en svanslängd av 10 till 15 cm och en vikt mellan 75 och 135 g. Pälsen är tät som hos en utter. Den är mörkbrun på ovansidan och har en tjock underull, på undersidan är pälsen ljusgrå, ljusbrun eller vitaktig. Micropotamogale ruwenzorii har korta extremiteter samt breda fram- och bakfötter med styva hår på sidorna. Dessutom finns simhud mellan tårna vad som skiljer arten från den andra arten i samma släkte. Den andra och den tredje tån på bakfoten är sammanvuxna. Även svansen har en mörk ovansida och en ljus undersida. Den är täckt av många små fjäll och av hår. Vid nosen förekommer många styva morrhår.

## Utbredning och habitat
Denna utternäbbmus förekommer i östra Kongo-Kinshasa, i Rwanda och möjligen i Uganda. Arten vistas nära vattendrag i Ruwenzoribergen mellan 800 och 2200 meter över havet. I bergstrakternas låga delar ligger vattendragen i regnskogar. I medelhöga regioner finns galleriskogar som är omgiven av savanner. Ännu högre områden är täckta av bergsskogar.

## Ekologi
Individerna är aktiva på natten och vilar på dagen i självgrävda underjordiska bon som fodras med hö och gräs. Boets ingångar ligger under vattenytan. Arten jagar vanligen i vattnet efter byten som insekter och deras larver, maskar, kräftdjur, små fiskar och små groddjur. Under vissa nätter kan en individ som väger 135 g äta föda som väger 80 g. Även delar av kräftdjurens eller insekternas exoskelett passerar mag- och tarmkanalen.